# サリャルカ
サリャルカ（カザフ語: Сарыарқа）は、カザフスタンのカザフ高地の一部で、カラガンダ市西方約250kmにある「黄色い山脈」を意味する地方名である。サリャルカは2008年7月7日にユネスコの世界遺産に登録された。カザフスタンでは初となる自然遺産である。後述するように、サリアルカ、サルアルカなどとも表記される。
また、コルガルジン湖とテンギス湖一帯は1976年に、アクスアト湖一帯は2009年にそれぞれラムサール条約登録地ともなった。コルガルジン湖とテンギス湖一帯にはヨシ原が広がり、オオフラミンゴ、ニシハイイロペリカン、カオジロオタテガモが生息している。アクスアト湖一帯には絶滅危惧種のソデグロヅル、カリガネ、アオガンおよび多くのカモとハクチョウが訪れる。

## 世界遺産

### 登録範囲
サリャルカにはナウルズム国立自然保護区（Naurzum State Nature Reserve、コスタナイ州）とコルガルジュン国立自然保護区（Korgalzhyn State Nature Reserve、アクモラ州）が含まれており、これらの保護区には、ヨーロッパ、アフリカ、南アジアなどからの渡り鳥たちにとって重要な停留地となる湿地帯が存在している。この地域を索餌場として使っている鳥は1500万から1600万羽に及ぶと見積もられており、その中には絶滅危惧種も含まれている。コルガルズィン自然保護区では、フラミンゴが特に目を引く。 
一帯は同時にカザフステップで広く見られるマーモットやオオカミなどの野生動物の住み処になっているほか、キガシラウミワシや絶滅が危惧されているサイガなども棲息しているも見られる。

### 登録基準
この世界遺産は世界遺産登録基準のうち、以下の条件を満たし、登録された（以下の基準は世界遺産センター公表の登録基準からの翻訳、引用である）。
- (9) 陸上、淡水、沿岸および海洋生態系と動植物群集の進化と発達において進行しつつある重要な生態学的、生物学的プロセスを示す顕著な見本であるもの。
- (10) 生物多様性の本来的保全にとって、もっとも重要かつ意義深い自然生息地を含んでいるもの。これには科学上または保全上の観点から、すぐれて普遍的価値を持つ絶滅の恐れのある種の生息地などが含まれる。

### 登録名
英語名は Saryarqa — Steppe and Lakes of Northern Kazakhstan で、フランス語名は Saryarka - Steppe et lacs du Kazakhstan septentrional である。その日本語名は、資料によって若干の揺れがある。
- サリャルカ、北カザフスタンのステップと湖群（『大辞泉』）[8]
- サリャルカ、カザフスタン北部のステップと湖群（『今がわかる 時代がわかる 世界地図 2009年版』）[9]
- サリャルカ - カザフスタン北部のステップと湖群（『なるほど知図帳 世界2010』）[10]
- サリアルカ : 北部カザフスタンの草原と湖群（世界遺産アカデミー）[11]
- サルアルカ - カザフスタン北部のステップと湖沼群（日本ユネスコ協会連盟）[12]

ほか、NHK世界遺産では「サリアルカ自然公園」と表記された。